# Guido Knopp
Guido Knopp (født 29. januar 1948 i Treysa, Hessen) er en tysk journalist og forfatter. Han har produceret TV-dokumentarer og skrevet bøger om Det Tredje Rige og nazismen.